# Étienne-Émile Baulieu

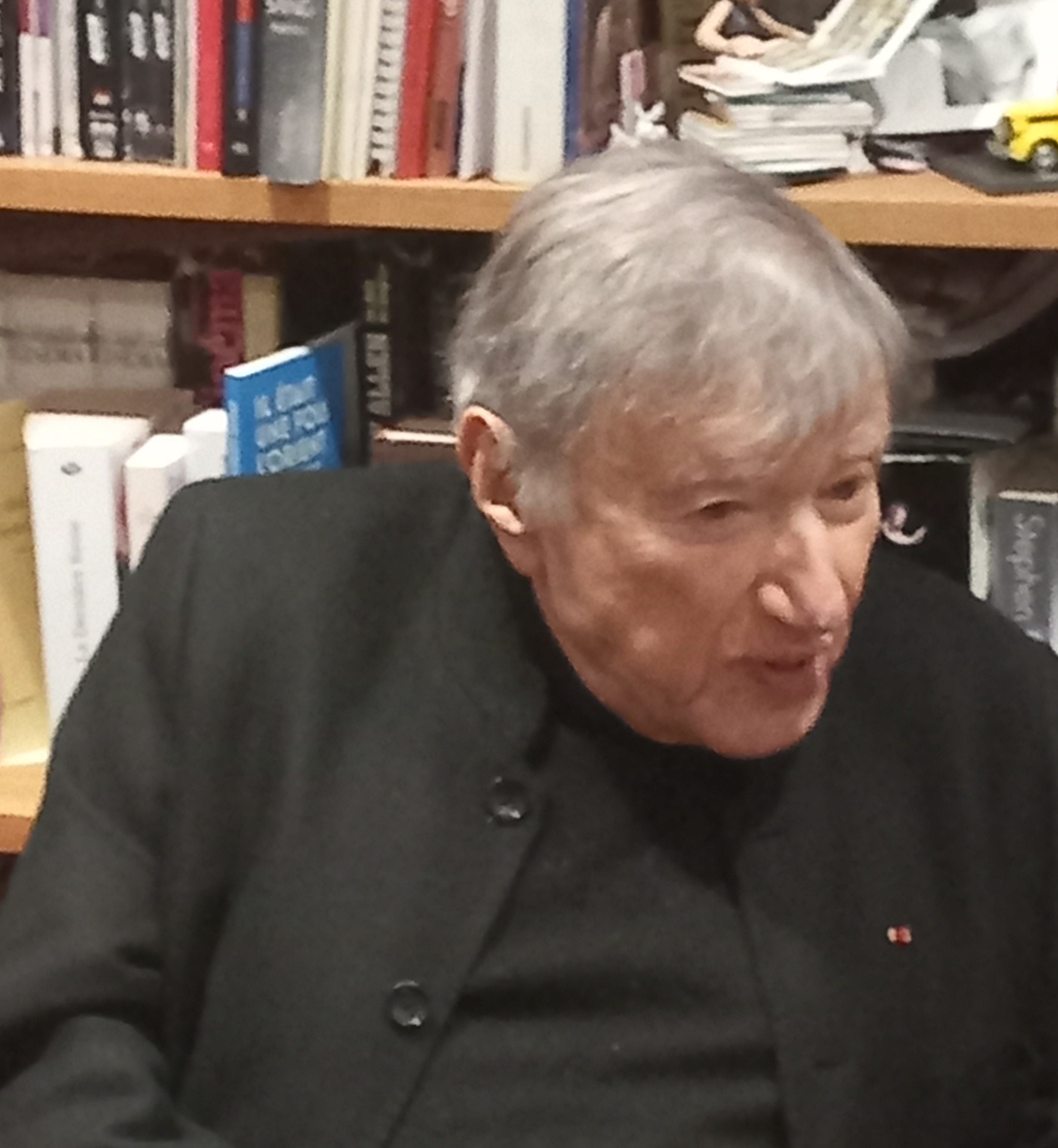
Étienne-Émile Baulieu (2023)

Étienne-Émile Baulieu (* 12. Dezember 1926 in Straßburg als Émile Blum; † 30. Mai 2025 in Paris) war ein französischer Endokrinologe, Biochemiker und Erfinder.

## Leben
Émile Blum wurde als Sohn des französisch-jüdischen Mediziners Léon Blum (nicht verwandt mit dem Politiker Léon Blum) geboren; den Namen Étienne Baulieu legte er sich in der Résistance zu, in die er im Alter von 15 Jahren eintrat.
Nach dem Besuch des Lycée Pasteur in Neuilly studierte Baulieu Medizin an der Universität von Paris. 1955 erreichte er den medizinischen Doktorgrad, 1963 den Docteur ès sciences. Er wurde Maître de conférences, also beamteter Hochschullehrer, anschließend Universitätsprofessor für Biochemie in Reims, Rouen und 1961 in Paris. Er gründete die Forschungseinheit „Molekularer Stoffwechsel und Physiopathologie der Steroide“ (U 33) des Institut national de la santé et de la recherche médicale (INSERM) am Universitätskrankenhaus Kremlin-Bicêtre und leitete sie von 1963 bis 1997. Von 1970 bis 1993 war er Professor für Biochemie an der Universität Paris-Süd (Paris XI). Nachdem er ins Collège de France gewählt worden war, besetzte er dort von 1993 bis 1997 den Lehrstuhl für „Grundlagen und Prinzipien der menschlichen Fortpflanzung“. Anschließend wurde er Leiter einer Forschungsgruppe im INSERM-Labor U 1195, die sich hauptsächlich neurodegenerativen Erkrankungen widmete, und leitete das Unternehmen MAPREG.
In den Jahren 2003 und 2004 war er Präsident der Académie des sciences. Ab 2004 war er Mitglied des Comité Consultatif National d’Ethique. 2008 gründete er das Institut Baulieu zur Erforschung neurodegenerativer Krankheiten.
Étienne-Émile Baulieu starb am 30. Mai 2025 im Alter von 98 Jahren an seinem Wohnort in Paris.
Baulieus jüngere Schwester Simone Blum (1929–2015) wurde unter dem Namen Suzanne de Brunhoff als Soziologin und Ökonomin bekannt.

## Wirken
Der Großteil von Baulieus Arbeiten befasst sich mit den Steroidhormonen und den ihnen entgegenwirkenden Molekülen in den Bereichen der menschlichen Fortpflanzung, des Alterns, der Krebserkrankungen und des Nervensystems.
Baulieu war maßgeblich an der Entwicklung der Abtreibungspille RU 486 in Frankreich in Zusammenarbeit mit dem französischen Unternehmen Roussel-Uclaf und dem INSERM beteiligt. Diese Entwicklung ließ ihn vom Moment, zu dem er am 19. April 1982 in den Räumlichkeiten des INSERM in Paris seine Entdeckung zum ersten Mal vorstellte, das Ziel von Anfeindungen aus der „Lebensrechtsbewegung“ werden. Ebenso ist er bekannt für die Entwicklung des Steroidhormons Dehydroepiandrosteron sowie die Erforschung von Neurosteroiden.
Das von ihm gegründete Kleinunternehmen MAPREG (Microtubule Associated Protein-Pregnenolone) entwickelte eine Behandlungsmethode für die Folgen von Traumata des Knochenmarks und des Gehirns, von der gezeigt werden konnte, dass sie auch klinische und biologische Symptome depressiver Zustände verringern kann.

## Preise und Auszeichnungen (Auswahl)
- 1967: Ordre national du Mérite
- seit 1982 Mitglied der Académie des sciences
- 1989: Lasker~DeBakey Clinical Medical Research Award
- 1989: Mitglied der Academia Europaea[4]
- seit 1990: Mitglied der National Academy of Sciences der Vereinigten Staaten
- seit 2002: Académie nationale de Médecine
- 2022: Großkreuz der Ehrenlegion